# 花旗少林
《花旗少林》，是1994年上映的一部香港電影，由劉鎮偉執導，周潤發、吳倩蓮及秦漢主演。本片獲提名第14屆香港電影金像獎最佳男主角及最佳攝影。

## 劇情
美籍華人幹探張正風流成性，到處結交異國女朋友，目的只是找一個理想的結婚對象，但經常失敗，常被舅父取笑。雖然張正處處留情，可是在執行任務的時候亳不留情，決不手軟。在一次與拍擋賢仔設陷阱救人質的計劃中表現很出色，得到上司讚賞，派往中國協助運一件寶物回美國，張獲知後，一片恍然，不久，他終於踏足這個既古老，陌生而又是自己的祖國大地。
張正初臨中國，被美麗的山河所吸引，接頭人唐伶，把他帶到著名武林聖地少林寺待候指示，奈何張生性好動，誤闖寺內禁地戒律院，結識少女小菁，大師出現解圍，冰釋誤會，由那時開始，在這個封閉的世界裡，張常與寺內各和尚發生衝突，由於中西文化差距，張又以一個西方人身份駐內，因而給少林寺這個美麗的地方帶來從未有過的矛盾、熱鬧、歡笑和外來新鮮事物的回響，張也在接觸中國文化的同時，慢慢認同中國人的身份，常常跑到小菁屋前與她交談，得知小菁身懷絕技，被其樸素迷離的身世深深吸引。
張明查暗訪，唐伶獲悉特派人監視，張倍覺事態嚴重，追問小菁和空智大師，原來他們的背後又是一個扣人心弦的故事，所謂寶物就是身懷特異功能的小菁，那邊廂空智大師的師父已被唐伶抓去當人質，迫空智與他合作，一起把這個國寶賣到國外去。
從此，少林寺內美麗的風景並不是完美的世界，張正付諸行動，趁機揭穿這個秘密，把來中國的任務拋諸於腦後，當他揭穿陰謀的剎那間，卻掀起了唐伶同胞兄弟的追殺，張正與小菁在共患難的日子裡，燃點愛的奇蹟，衝破了兩個文化障礙，找到了真愛，卻令他為此付出了這一生最大的代價。

## 人物角色
| 角色名稱 | 演員            | 備註               |
| -------- | --------------- | ------------------ |
| 張正     | 周潤發          |                    |
| 蓉小菁   | 吳倩蓮          |                    |
| 唐伶     | 秦漢            | 趙崇文之弟         |
| 趙崇文   | 秦漢            | 唐伶之兄，公安隊長 |
| 空智大師 | 劉家輝          | 少林寺方丈         |
| 賢仔     | 王敏德          | 張正友人           |
| 大師兄   | 郭振鋒          | 空智大師的師兄     |
| 舅父     | 喬宏            | 張正舅父           |
| 清涼     | 蔡宇            | 少林寺弟子         |
| 慧德     | 王均康          | 少林寺弟子         |
| 悟因     | Giorgio Pasotti | 少林寺弟子         |
| 綁匪     | 國村隼          |                    |
| 中島     | 劉鎮偉          | 線人               |
| Mr Ford  | Alex Sheafe     |                    |
| Joe      | George Saunders |                    |
| 表弟     | 林振康          | 張正表弟           |
| 表妹     | Sylvia Chen     | 張正表妹           |
| 舅母     | Anita Wong      | 張正舅母           |
| 女教師   | Elizabeth Lai   | 中文教師           |
| 女友甲   | Cherl Maxfield  | 美國友人           |
| 女友乙   | Tamara Session  | 美國友人           |
| 女友丙   | Rose Tenison    | 美國友人           |
| 老師父   | 富新民          | 少林寺弟子         |
| 師叔甲   | 王少奇          | 少林寺弟子         |
| 師叔乙   | 王其昌          | 少林寺弟子         |
| 密探甲   | 鞠新華          |                    |
| 密探乙   | 于彥凱          |                    |
| 密探丙   | 祝玉奎          |                    |
| 密探丁   | 劉偉            |                    |

## 電影歌曲
'月亮代表我的心' / 演唱, 鄧麗君 ; 唱片提供, 寶麗金唱片有限公司. 插曲.
'Reflections of passion' / Ccomposer, Yanni ; 歌曲提供, BMG Records. 插曲.

## 獎項
| 年份 | 頒獎典禮             | 獎項       | 名單   | 結果 |
| ---- | -------------------- | ---------- | ------ | ---- |
| 1995 | 第14屆香港電影金像獎 | 最佳男主角 | 周潤發 | 提名 |
| 1995 | 第14屆香港電影金像獎 | 最佳攝影   | 鮑德熹 | 提名 |

## 外部連結
- 香港影庫上《花旗少林》的資料（繁體中文）
- 開眼電影網上《花旗少林》的資料（繁體中文）
- 豆瓣电影上《花旗少林》的資料 （简体中文）
- 时光网上《花旗少林》的資料（简体中文）
- AllMovie上《花旗少林》的资料（英文）
- 爛番茄上《花旗少林》的資料（英文）
- 互联网电影数据库（IMDb）上《花旗少林》的资料（英文）